# اليسار المثلي
اليسار المثلي (بالإنجليزية:Gay Left) هي مجموعة من الرجال المثليين الماركسيين تأسست في لندن عام 1974، وهي مجلة أنشأتها نفس المجموعة وتم نشرها بين عامي 1975 و1980.
كان الهدف المزدوج لليسار المثلي هو مواجهة الحركات المثلية بتحديات الصراع الطبقي ومواجهة الحركات العمالية والاشتراكية بتحديات التحرر الجنسي المثلي.

## رابط خارجي
- Gay Left

## المذكرات والمراجع
1. ↑  "Issue 1" (بالإنجليزية). Gayleft1970s.org. Archived from the original on 2022-01-27. Retrieved 2014-01-15.